# Age X Therapeutics
Age X Therapeutics, Inc., stiliserat som AgeX Therapeutics, är ett amerikanskt bioteknikföretag som utvecklar medicinska behandlingar relaterade till mänsklig livslängd. Det grundades 2017 av Michael D. West, initialt som ett dotterbolag till Bio Time, Inc. med stöd av den brittiska miljardärinvesteraren Jim Mellon och andra.
Ordförande är Gregory Bailey, som var en tidig finansiär och styrelseledamot i Medivation fram till dess att det förvärvades av Pfizer 2016 för 14 miljarder dollar.
I januari 2020 tillkännagav Age X Therapeutics ett forskningssamarbete med ett japanskt biofarmaceutisk företag som använder Age X:s Univercyte-teknikplattform.
I maj 2023 inledde NYSE ett avnoteringsförfarande mot AgeX Therapeutics på grund av att bolaget inte längre uppfyllde börsens krav på minimikapital, särskilt avseende aktieägarnas eget kapital. För att tillfälligt uppfylla noteringskraven genomförde AgeX i juli 2023 en omstrukturering där cirka 36 miljoner USD i skuld konverterades till preferensaktier, vilket förbättrade företagets balansräkning.
I mars 2024 genomfördes en omvänd sammanslagning (reverse merger) mellan AgeX Therapeutics och det privata läkemedelsföretaget Serina Therapeutics, Inc. Efter sammanslagningen bytte det sammanslagna bolaget namn till Serina Therapeutics och började handlas på NYSE under det nya kortnamnet SER den 27 mars 2024.
AgeX Therapeutics avnoterades formellt från NYSE American i maj 2024 i samband med att sammanslagningen slutfördes. Företaget upphörde därmed att existera som ett självständigt börsnoterat bolag. All verksamhet, tillgångar och immateriella rättigheter övertogs av Serina Therapeutics.